# Change (Lisa Stansfield-dal)
A Change című dal a brit énekes-dalszerző Lisa Stansfield első kimásolt kislemeze második Real Love című stúdióalbumról. A dalt Stansfield, Ian Devaney, és Andy Morris írta. A dal 1991. október 7-én jelent meg, és a dalhoz Frankie Knuckles és Driza Bone készített remixeket. A dalhoz két videoklipet forgattak. Az európai verziót Stefan Würnitzeer, míg az amerikai változatot Steve Lowe rendezte. A dal több európai országban slágerlistás lett, és Top 10-es helyezést ért el. Többek között Kanadában. Az Egyesült Államokban a 27. helyezett volt a Billboard Hot 100-as listán, és felkerült a Hot Dance Club Songs listára is, ahol az első helyezést érte el. A Hot R&B / Hip-Hop Songs listán a 12. és az Adult Contemporary listán a 13. helyet sikerült megszereznie.

## Kritikák
A dal kedvező értékelést kapott a kritikusoktól. Dave Sholin a Gavin Report kritikusa úgy jellemezte a dalt, hogy a jazz és a  pop-dance elemeinek keveredése, melyet Stansfield és partnerei Devaney és Morris tökéletesítettek debütáló albumukon, és most a második albumon is hozzák ezt a színvonalat. A dal utal arra, hogy a hamarosan megjelentő "Real Love" című album nagyon "szörnyű" izgalmat válthat ki a rajongókból. A Music & Media megjegyezte, hogy Stansfield két éven belüli első kislemezén frissíti a 70-es évek Philly sou hangzást, és ízlésesen hozzáadva egy divatos dance beütést.

## Számlista
| Európai /US 7" kislemez/ Japán CD single 1. "Change" (Single Mix) – 4:18 2. "A Little More Love" – 4:28 Európai CD single 1. "Change" (Single Mix) – 4:18 2. "Change" (Driza Bone Mix) – 6:11 3. "A Little More Love" – 4:28 UK CD single 1. "Change" (Single Mix) – 4:18 2. "Change" (Driza Bone Mix) – 6:11 3. "Change" (Knuckles Mix) – 6:29 US CD single 1. "Change" (Single Mix) – 4:18 2. "Change" (Classic Radio Mix Edit) – 3:55 3. "Change" (Ultimate Club Mix) – 7:54 4. "It's Got to Be Real" – 5:17 Európai 12" single 1. "Change" (Driza Bone Mix) – 6:11 2. "A Little More Love" – 4:28 3. "Change" (Knuckles Mix) – 6:29 | UK 12" single 1. "Change" (Driza Bone Mix) – 6:11 2. "Change" (Bone-Idol Mix) – 5:57 3. "Change" (Knuckles Mix) – 6:29 US 12" single 1. "Change" (Ultimate Club Mix) – 7:54 2. "Change" (Misty Dub Mix) – 7:31 3. "Change" (Driza Bone Dub Mix) – 6:08 4. "Change" (Single Mix) – 4:18 UK promóció 12" single 1. "Change" (Metamorphosis Mix) – 7:04 2006 US digital Dance Vault Mixes 1. "Change" (Ultimate Club Mix) – 7:54 2. "Change" (Misty Dub Mix) – 7:31 3. "Change" (Driza Bone Mix) – 6:11 4. "Change" (Single Mix) – 4:18 5. "Change" (Knuckles Mix) – 6:29 6. "Change" (Bone-Idol Mix) – 5:57 |

## Slágerlista
| Chart (1991–1992)                      | Legjobb helyezések |
| -------------------------------------- | ------------------ |
| Ausztrália (ARIA)                      | 21                 |
| Ausztria (Ö3 Austria Top 40)           | 24                 |
| Belgium (Ultratop 50 Flanders)         | 6                  |
| Kanada Top Singles (RPM)               | 10                 |
| Kanada Adult Contemporary Tracks (RPM) | 4                  |
| Europe (Eurochart Hot 100)             | 11                 |
| Franciaország (Single Top 100)         | 30                 |
| Németország (Media Control Charts)     | 13                 |
| Italy (Musica e dischi)                | 2                  |
| Hollandia (Top 40)                     | 7                  |
| Hollandia (Single Top 100)             | 7                  |
| Új-Zéland (Recorded Music NZ)          | 20                 |
| Poland (LP3)                           | 18                 |
| Spain (AFYVE)                          | 6                  |
| Svédország (Sverigetopplistan)         | 13                 |
| Svájc (Schweizer Hitparade)            | 12                 |
| Egyesült Királyság (UK Singles Chart)  | 10                 |
| US Billboard Hot 100                   | 27                 |
| US Adult Contemporary (Billboard)      | 13                 |
| US Hot Dance Club Songs (Billboard)    | 1                  |
| US Hot R&B/Hip-Hop Songs (Billboard)   | 12                 |

| Slágerlista (1991)           | Helyezések |
| ---------------------------- | ---------- |
| Netherlands (Dutch Top 40)   | 53         |
| Netherlands (Single Top 100) | 85         |

| Chart (1992)                        | Position |
| ----------------------------------- | -------- |
| Canada Adult Contemporary (RPM)     | 40       |
| Germany (Official German Charts)    | 71       |
| Netherlands (Dutch Top 40)          | 272      |
| US Hot Dance Club Songs (Billboard) | 35       |